# Moncale
 Moncale  là một xã ở tỉnh Haute-Corse trên đảo Corse, Pháp. Xã này có diện tích 7,09 km², dân số năm 1999 là 201 người. Khu vực này có độ cao 300 mét trên mực nước biển.